# Mari Boine
Mari Boine, nota anche come Mari Boine Persen (Gámehisnjárga, 8 novembre 1956), è una cantante norvegese appartenente alla popolazione Sami.

## Biografia
Dopo gli studi magistrali, diventa musicista e cantante a tempo pieno dal 1985, quando esordisce con l'album Jaskatvuoda maá. La popolarità arriva quattro anni dopo con l'album Gula Gula, edito dalla Realworld. Il suo repertorio - eseguito quasi interamente in lingua sami - unisce le forme tradizionali del joik folkloristico della sua terra al jazz, al rock ed alla musica andina sudamericana. È noto anche il suo impegno nella tutela dei diritti e della cultura della minoranza Sami.
Sia nel 1989 che nel 1993 vinse lo Spellemannprisen nella categoria classe aperta. Tra le sue collaborazioni si annoverano quelle con Jan Garbarek (1991) e Peter Gabriel (1990). Sue sono le musiche del cortometraggio Vuolgge mu mielde bassivárrái (Bli med meg til det hellige fjell) di Mona J. Hoels (1995), in cui è anche comparsa come attrice, e le musiche di un adattamento cinematografico tedesco della favola di Hänsel e Gretel (2005). Nel 2017 ha vinto un premio Spellemannprisen nella categoria premio d'onore della giuria.

## Discografia
- 1985 – Jaskatvuoa maá
- 1989 – Gula Gula
- 1991 – Salmer på veien hjem
- 1992 – Møte i Moskva
- 1993 – Goaskinviellja
- 1994 – Leahkastin
- 1996 – Eallin
- 1998 – Bálvvoslatnja
- 2001 – Oa hámis
- 2002 – Gávcci jahkejuogu
- 2006 – Idjagieas
- 2009 – Sterna Paradisea